# Sebastes taczanowskii
Sebastes taczanowskii är en fiskart som beskrevs av Steindachner, 1880. Sebastes taczanowskii ingår i släktet Sebastes och familjen kungsfiskar. Inga underarter finns listade i Catalogue of Life.